# Rio Cubleş (Blaju)
O Rio Cubleş é um rio da Romênia, afluente do Blaju, localizado no distrito de Bihor.